# Conbook Verlag
Der CONBOOK Verlag für Reiseliteratur mit Sitz in Neuss veröffentlicht Bücher, die sich mit fremden Kulturen und Gesellschaften beschäftigen. Seit 2024 wird er als Imprint vom Verlagshaus GeraNova Bruckmann geführt.

## Verlagsprogramm
Die bekannteste Reihe des Verlags sind die Fettnäpfchenführer: In den Länder-Editionen der Reihe werden fremde Kulturen und Gesellschaften vorgestellt, in dem fiktive Protagonisten in die Ferne geschickt werden und dort unbeabsichtigt verschiedene Fauxpas begehen. Ergänzt werden die Episoden durch fundierte Erklärungen, zusätzliche Wissenskästen und Fußnoten. Im April 2019 erschien mit dem Fettnäpfchenführer Bayern von Nadine Luck die erste Regionalausgabe der Reiseknigge-Reihe.
Die Heimatbücher sollen deutsche Regionen und Menschen, die dort leben, vorstellen. Die Autoren stammen größtenteils aus der lokalen Kabarett-/Comedyszene. Das Heimatbuch Berlin wurde z. B. von dem Comedian Murat Topal verfasst, die Musikkabarettistin Sarah Hakenberg präsentiert das Heimatbuch München und der Slam-Poet Frank Klötgen das Heimatbuch Ruhrgebiet.
151 ist der Name einer Reihe von Länderdokumentationen in Buchform, die in einer ausgewogenen Mischung aus Bildern und Texten eine andere Kultur aus verschiedenen Perspektiven zeigen. Spanien 151 stammt aus der Feder von Lisa Graf-Riemann, bisher sind außerdem unter anderem Vietnam 151, China 151, Indien 151, Japan 151, Korea 151, Südafrika 151, Kuba 151, USA151 und Deutschland 151 erschienen.
Die Ratgeber Geschäftskultur kompakt bieten Geschäftsleuten in kompakter Form Tipps für Businesskontakte mit Partnern aus anderen Nationen. Die bisherigen Ausgaben der Reihe beschäftigen sich mit den Arabischen Golfstaaten, Brasilien, Bulgarien, China, Frankreich, Großbritannien, Indien, Japan, Mexiko, Norwegen, Polen, Russland, Schweden, Spanien und den USA.
2014 startete der Verlag die Reihe Länderkrimis. Hier verbinden sich Krimi-Genre und Reiseliteratur zu Romanen, die im Mantel einer Kriminalhandlung Einblicke in fremde Gesellschaften geben. Bisher erschienen sind der Indien-Krimi Bangalore Masala und die beiden Japan-Krimis Yoyogi Park und Roppongi Ripper, im Herbst 2015 wurde die Reihe um einen Vietnam-Krimi ergänzt: Hanoi Hospital.
Außerdem veröffentlicht der Verlag die Alltag in …-Ratgeber für Auswanderer und Routenreiseführer für Individualtouristen.
Weitere Reihen sind die Kulturenthüller NIEMALS, die kulinarischen Reiseführer Speiseführer sowie die Reise-Hacks, die auf unterschiedliche Zielgruppen zugespitzt sind.  
Neben seinen etablierten Reihen nimmt der Verlag auch immer wieder Einzeltitel aus dem Bereich Kultur und Reiseliteratur in sein Programm auf, wie beispielsweise den autobiografischen Reise-Abenteuer-Surf-Liebes-Kultroman Boarderlines von Andreas Brendt oder Die geilste Lücke im Lebenslauf von Nick Martin.
Im Oktober 2021 ist mit Bilderbuchland der erste vollständig illustrierte Reisebildband erschienen. 
Der Verlag ist Mitglied im Börsenverein des Deutschen Buchhandels und hat im Jahr 2021 den Deutschen Verlagspreis gewonnen.

## Autoren
Bekannte Autoren im Verlag sind unter anderem Christian Bartel, Andreas Brendt, Michael Kühntopf, Nadine Luck, Sandro Mattioli, Ludwig Wolfgang Müller, Detlev Schönauer, Hubert vom Venn und Misha Verollet.

## Belege
1. ↑  GeraNova Bruckmann übernimmt Conbook. Abgerufen am 25. Januar 2024.
2. ↑  Homepage der Reihe Fettnäpfchenführer
3. ↑  Meerbusch: Heimat – frisch, frech, retro | RP ONLINE
4. ↑  Homepage der Reihe 151
5. ↑  Homepage des Verlags
6. ↑  Homepage des Verlags
7. ↑  Homepage des Verlags
8. ↑  Homepage des Verlags